# Colegiul Național „Ferdinand I” din Bacău
Colegiul Național „Ferdinand I” este un liceu din Bacău, România, situat pe strada George Bacovia nr. 45. 
Înființat în 1867, anii de început ai școlii au fost marcați de lipsa unei clădiri permanente și a unor materiale didactice. Prima clasă a absolvit în 1871, iar prima clădire dedicată a fost terminată în 1891. Inițial, școala a fost numită Gimnaziul "Prințul Ferdinand". Apoi numele a fost schimbat în Liceul Prințul Ferdinand când i-a fost adăugat un nou grad în 1897. A devenit Liceul Ferdinand I din 1914, când Prințul Ferdinand a acces la tronul României; în 1948, regimul comunist i-a schimbat numele în Școala Medie Nr.1. Timp de două decenii după aceea, școala nu a mai avut un nume special. În 1967, la centenarul liceului, a fost numit George Bacovia, Bacăul fiind orașul natal al poetului, iar acesta fiind și un fost elev al liceului, căruia îi va închina poezia "Liceu". În 1997, școala și-a dobândit numele actual. 
Aici au predat: Garabet Ibrăileanu, Dimitrie D. Pătrășcanu, Gheorghe Dima, Vasile Pârvan și Grigore Haralambie Grandea. În afară de Bacovia, printre foștii elevi ai liceului se numără: Solomon Marcus, Toma Caragiu, Radu Beligan, Constantin Arseni, Gheorghe Cartianu-Popescu, Eugen Uricaru, Vladimir Hanga, Diana Lupescu, Nicolae Șova, Gheorghe Platon  și Constantin Avram . 
Clădirea școlii vechi este listată ca monument istoric de către Ministerul Culturii și Cultelor din România. 